# Гуровка (Кировоградская область)
Гу́ровка (укр. Гурівка) — село, центр Гуровской сельской общины Кропивницкого района Кировоградской области Украины.
До 2020 года входило в Долинский район
Население по переписи 2001 года составляло 1563 человека. Почтовый индекс — 28540. Телефонный код — 5234. Занимает площадь 1,175 км². Код КОАТУУ — 3521982501.